# Johnny Harris

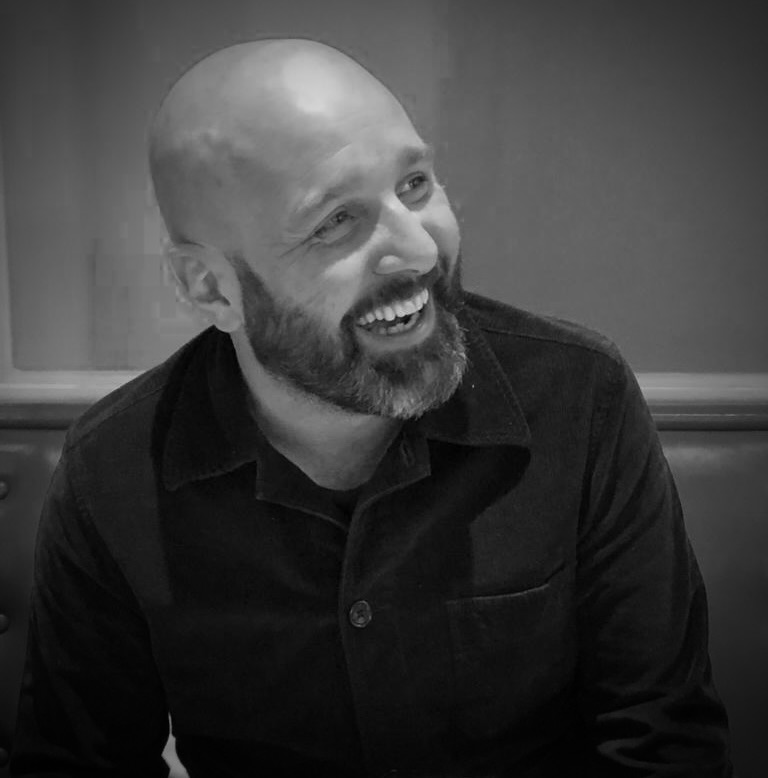
Johnny Harris (2019)

Johnny Harris (* 1974 in Lambeth, London) ist ein britischer Schauspieler.

## Leben
Er verließ die Schule im Alter von 13 Jahren ohne Abschluss, um Boxer zu werden. Er gewann 1989 im Alter von 16 Jahren den Junior ABA National Boxing Titel. Zwischen dem 17. und 20. Lebensjahr arbeitete er in Paris als Tellerwäscher. Dort entdeckte er seine Leidenschaft für die Literatur und das Kino. Er kehrte nach London zurück und absolvierte nach einem dreijährigen Schauspielstudium im Lambeth Morley College seinen Abschluss.

## Karriere
Seine Karriere begann er in zahlreichen Theaterstücken in den Theatern Londons, anschließend erhielt er eine Festanstellung im Union Theatre in Southwark. Seine erste Filmhauptrolle erhielt er in dem Kurzfilm Big, der auf dem Rushes Soho Shorts Film Festival mit dem Preis für den besten Film ausgezeichnet wurde.
2000 wurde er von Regisseur Paul McGuigan für den Film Gangster No. 1 gecastet und im Jahr 2002 mit dem BAFTA Award für seine Leistung ausgezeichnet. Seinen Durchbruch hatte er im Jahr 2006 mit seiner Rolle in Paul Andrew Williams London to Brighton, der mit einem BAFTA Award ausgezeichnet wurde. Seitdem hat er mit Regisseuren wie Steven Spielberg, Woody Allen, Shane Meadows, Terry Gilliam, Joe Wright und Guy Ritchie gearbeitet und Auszeichnungen und Nominierungen für Gangster No1, London to Brighton, This is England und The South Bank Show erhalten. 2009 gewann er beim Brest European Short Film Festival mit dem Film Leaving aus dem Jahre (2008) den Acting Award.
Im Jahr 2011 spielte er in Jack Thornes Serie The Fades als Valentine Neil mit, die einen Royal-Television-Society-Award-Nominierung als Bestes Fernsehdrama erhielt.
2012 war er in dem Film Snow White and the Huntsman zu sehen und drehte mit Eran Creevey den Film The Last Days on Mars, der 2013 in die Kinos kam.

## Filmografie (Auswahl)
- 2000: Holby City (Fernsehserie, eine Folge)
- 2000: It Was an Accident
- 2000: Gangster No. 1
- 2000: BIG (Kurzfilm)
- 2001: Royalty (Kurzfilm)
- 2002: The Bill (Fernsehserie, eine Folge)
- 2005: EastEnders (Fernsehserie, 2 Folgen)
- 2005: The Ghost Squad (Fernsehserie, eine Folge)
- 2006: London to Brighton
- 2007: Clapham Junction (Fernsehfilm)
- 2007: Holby Blue (Fernsehserie, eine Folge)
- 2007: Abbitte (Atonement)
- 2008: Daylight Robbery
- 2008: Leaving (Kurzfilm)
- 2008: Rock N Rolla (RocknRolla)
- 2008: The Cottage
- 2009: Das Bildnis des Dorian Gray (Dorian Gray)
- 2008: City of Vice (Fernsehserie, eine Folge)
- 2008: Das Leiden Christi (The Passion, Miniserie)
- 2008: Der Preis des Verbrechens (Trial & Retribution)
- 2008: Warriors – Die größten Krieger der Geschichte (Heroes and Villains, Dokumentation)
- 2009: Whitechapel (Fernsehserie, 3 Folgen)
- 2009: Das Kabinett des Doktor Parnassus (The Imaginarium of Doctor Parnassus)
- 2010: Ultramarines: A Warhammer 40.000 Movie (Sprecherrolle)
- 2010: Black Death
- 2010: Law & Order: UK (Fernsehserie, eine Folge)
- 2010: This Is England ’86 (Miniserie)
- 2010: Huge
- 2010: New Tricks – Die Krimispezialisten (New Tricks, Fernsehserie, eine Folge)
- 2010: Ich sehe den Mann deiner Träume (You Will Meet a Tall Dark Stranger)
- 2011: The Fades (Fernsehserie, 6 Folgen)
- 2011: Nancy, Sid and Sergio (Kurzfilm)
- 2011: This is England ’88 (Miniserie)
- 2011: Gefährten (War Horse)
- 2012: Snow White and the Huntsman
- 2013: Enemies – Welcome to the Punch (Welcome to the Punch)
- 2013: The Last Days on Mars
- 2014: Monsters: Dark Continent
- 2015: Fortitude (Fernsehserie, 9 Folgen)
- 2019: Die Medici (I Medici / Medici: Masters of Florence, Fernsehserie, 8 Folgen)
- 2023: Große Erwartungen (Great Expectations, Miniserie, 5 Folgen)
- 2024: Ein Gentleman in Moskau (A Gentleman in Moscow, Miniserie)

## Auszeichnungen (Auswahl)
Im Laufe seiner Karriere hat Johnny Harris einige Auszeichnungen erhalten und wurde für viele weitere nominiert.
- 2009: Brest European Short Film Festival gewann er den Acting Award – für Leaving (2008)
- 2011: BAFTA TV Award nominiert für Best Supporting Actor „This Is England ‘86“ (2010)
- 2011: Royal Television Society, nominiert für Best Actor (Male) „This Is England ‘86“ (2010)